# Americano do Brasil
Pour les articles homonymes, voir Americano.

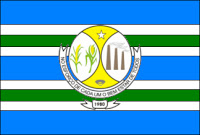
Drapeau de la municipalité

Americano do Brasil est une municipalité brésilienne de l'État de Goiás et la microrégion d'Anicuns.